# 中澤達
中澤 達（なかざわ たつ、1960年代生まれ）は、日本の外科医、血管外科専門医、医療経営学教員。堀ノ内病院副院長を務め、診療と教育、経営を融合させた医療活動を展開している。東京大学医学部卒業、医学博士。ハーバードビジネススクール Executive Education 修了者でもあり、医療と経営を結びつける先駆者として知られる。

## 略歴

### 学歴
- 東京大学医学部を卒業（1991年）。
- 東京大学大学院医学系研究科博士課程修了（医学博士）。
- ハーバードビジネススクール Executive Education 修了。

### キャリア
- 東京大学附属病院第一外科にて研修。
- ワシントン大学で動脈硬化研究の主任研究員を務める。
- 東京都健康長寿医療センター（旧東京都老人医療センター）で勤務。
- 北里大学大学院医療マネジメント教授。
- 東京大学医学部非常勤講師、帝京大学大学院非常勤講師。
- 2024年現在は、堀ノ内病院副院長を務める。

## 専門分野と診療活動
中澤は外科医として血管外科に特化し、特に難度の高い血管手術やインターベンションを行ってきた。臨床医としてのキャリア初期には膵癌術前の血管造影や肝癌動脈塞栓術などの高度な手術を担当。40歳頃からは血管外科手術に専念している。
大学病院時代には、ハイリスク手術の臨床倫理管理にも尽力し、臨床とマネジメントの両立を模索した。近年では、産業医として企業の健康経営支援にも携わっている。

## 医療経営学への貢献

### 教育活動
中澤は医療経営学の教育者としても著名であり、次世代の医療リーダーを育成している。北里大学大学院では医療マネジメント教授を務め、実践的な教育を提供した。また、東京大学や帝京大学で非常勤講師として経営学の視点を伝えている。

### 思想と取り組み
中澤は、医療の質を高めるためには経営的視点が不可欠であると考えている。特に、医師が経営を学ぶことで、患者ケアの質の向上と医療機関の効率化が実現できると主張している。彼の教育は診療技術だけでなく、マネジメントの重要性を啓蒙することに重点を置いている。

## 著書
- 『MBA流ケースメソッドで学ぶ 医療経営入門1・2』（日経BP社）
- 『小説「逆転ホスピタル」で学ぶ 医療経営フレームワーク入門』（日経BP社）

## 人物

### 趣味と多彩な才能
中澤は医療以外にも幅広い知識と趣味を持つ。日本ソムリエ協会のワインエキスパートおよび酒ディプロマ資格を保有し、趣味として楽しむだけでなく、専門知識としても活用している。

### 座右の銘
中澤は患者第一主義を基軸とし、迅速かつ安全な医療提供を追求している。その一方で、医療と経営の架け橋となることで、医療全体の質を向上させることを目標としている。